# Aechmea callichroma
Espèce
Classification phylogénétique
Aechmea callichroma est une espèce de plantes de la famille des Bromeliaceae, originaire de l'est du Brésil.